# Епархия Жекие
Епархия Жекие (лат. Dioecesis Iequieana) — епархия Римско-Католической церкви с центром в городе Жекие, Бразилия. Епархия Жекие входит в митрополию Витория-да-Конкисты. Кафедральным собором епархии Жекие является церковь святого Антония Падуанского.  

## История
7 ноября 1978 года Римский папа Иоанн Павел II издал буллу «Quo absolutius», которой учредил епархию Жекие, выделив её из епархий Витория-да-Конкисты и Амаргозы. Первоначально епархия Жекие входила в митрополию Сан-Салвадора-да-Баия.
16 января 2002 года епархия Бон-Жезус-да-Лапы вошла в митрополию Витрия-да-Конкисты.

## Ординарии епархии
- епископ Cristiano Jakob Krapf (7.11.1978 — 4.07.2012);
- епископ José Ruy Gonçalves Lopes, O.F.M. Cap. (4.07.2012 — по настоящее время).

## Источник
- Annuario Pontificio, Libreria Editrice Vaticana, Città del Vaticano, 2003, ISBN 88-209-7422-3
- Булла Quo absolutius  (лат.)